# Hélène Sanguinetti
Pour les articles homonymes, voir Sanguinetti.
Hélène Sanguinetti est une poétesse française née le 3 mars 1951 à Marseille. Elle a publié une dizaine de recueils.

## Biographie
Hélène Sanguinetti, d'origine corse (Castagniccia), est née à Marseille le 3 mars 1951. Elle écrit son premier poème à 12 ans.
Après des études supérieures de lettres à Aix-en-Provence, elle a été professeur de Lettres. Elle a été chargée de mission pour la poésie en Lorraine, puis s'est installée à Arles en 1990, où elle a enseigné,.
Plusieurs de ses recueils ont été traduits en anglais (États-Unis) en particulier par Ann Cefola.

## Œuvres

### Poésie
- De la main gauche, exploratrice, Flammarion, 1999
- D’ici, de ce berceau, Flammarion, 2003[6] (trad. Ann Cefola, Otis Books, USA, 2007)
- Alparegho, Pareil-à-rien, L’Act Mem, 2005 (rééd. L’Amandier, 2015, et Lurlure, 2024)[7]
- Le Héros, Flammarion, 2008 (trad. Ann Cefola, Chax Press, USA, 2018)
- (Une pie), Publie.net, 2009
- Toi, tu ne vieillis plus, tu regardes la montagne, Publie.net, 2009
- Et voici la chanson, L’Amandier, 2012 (rééd. Lurlure, 2021)
- Domaine des englués, La Lettre volée, 2017[8]
- Jadis, Poïena, Flammarion, 2025
- Cargo bleu sur fond rouge, Anthologie 1999-2017, Lanskine, 2025